# جولین شومیکر
جولین شومیکر (انگلیسی: Julien Cordonnier؛ زادهٔ ۲۷ ژوئن ۱۹۸۰) بازیکن فوتبال اهل فرانسه است.
از باشگاه‌هایی که در آن بازی کرده‌است می‌توان به باشگاه فوتبال کلرمون فوت اشاره کرد.